# 克莱默里
克莱默里（法語：Clémery）是法国默尔特-摩泽尔省的一个市镇，位于该省中南部，属于南锡区。该市镇总面积9.45平方公里，2009年时的人口为513人。

## 人口
克莱默里人口变化图示